# Ectopleura multicirrata
Ectopleura multicirrata is een hydroïdpoliep uit de familie Tubulariidae. De poliep komt uit het geslacht Ectopleura. Ectopleura multicirrata werd in 1996 voor het eerst wetenschappelijk beschreven door Schuchert. 